# Liste der Fließgewässer im Flusssystem Kronach
Die Liste der Fließgewässer im Flusssystem Kronach umfasst alle direkten und indirekten Zuflüsse der Kronach, soweit sie namentlich auf der Topographischen Karte 1:10000 Bayern Nord (DK 10), im Kartenwerk des Stadtplandienstes der Euro-Cities AG oder im Kartenservicesystem des Bayerischen Landesamts für Umwelt (LfU) aufgeführt werden. Namenlose Zuläufe und Abzweigungen werden nicht berücksichtigt. Wenn sich der Gewässername nach dem Zusammenfluss zweier Gewässerabschnitte ändert, werden die beiden Zuflüsse als Quellzuflüsse separat angeführt, ansonsten erscheint der Teilbereichsname in Klammern. Die Längenangaben werden auf eine Nachkommastelle gerundet. Die Fließgewässer werden jeweils flussabwärts aufgeführt. Die orografische Richtungsangabe bezieht sich auf das direkt übergeordnete Gewässer.

## Kronach
Die Kronach ist ein 25,6 km langer, linker Nebenfluss der Haßlach.

## Zuflüsse
Direkte und indirekte Zuflüsse der Kronach
- Kremnitz (Finsterbach[1]) (rechter Quellbach), 17,6 km
  - Reichenbach (rechts)
  - Bürgersbach (rechts)
    - Krötengraben (rechts)

  - Fibigsgraben (rechts)
  - Eftersbach (rechts)
  - Lahmersgrundgraben (rechts)
    - Rotzenberger Graben (rechts)

  - Dober (links), 11,8 km
    - Schwarze Sutte (rechts)
    - Dorfbach (links)

  - Rauschenbach (rechts)
  - Pfaffenbach (links)
  - Teuschnitz (links), 12,3 km
- Grümpel (linker Quellbach), 12,5 km
  - Tiefenbach (links)
    - Saarbach (rechts)

  - Dorfbach (links)
  - Gottlersbach (links)
  - Kugelbach (rechts)
  - Steinbach (rechts)
  - Sperlesbach (links)
  - Glasbach (links)
  - Schindelbach (links)
- Eibenbach (links)
- Tiefenbach (links)
- Trebesbach (rechts)
- Remschlitz (links)
- Hainbach (rechts)

## Flusssystem Haßlach
siehe Liste der Fließgewässer im Flusssystem Haßlach